# Качиче–Паред
Качиче-Паред (словен. Kačiče–Pared, итал. Cacitti) је насељено место у општини Дивача, Обално-крашка регија, Словенија.

## Историја
До територијалне реорганизације у Словенији било је у саставу старе општине Сежана.

## Становништво
У попису становништва из 2011. године, Качиче-Паред је имало 113 становника.
| Број становника према пописима | Број становника према пописима | Број становника према пописима |
| ------------------------------ | ------------------------------ | ------------------------------ |
| 1991                           | 2002                           | 2011                           |
| 85                             | 107                            | 113                            |

Напомена: До 1952. исказивано под именом Качиче.